# Christopher John Foreman
Christopher John Foreman (Londres, 8 de agosto de 1956), conocido con el sobrenombre de Chrissy Boy, es un guitarrista inglés principalmente conocido por ser miembro de la banda de ska Madness
Foreman fundó la banda Madness junto a Mike Barson y Lee Jay Thompson en 1976. Después de la disolución de la misma refundó la banda junto a Thompson, Suggs y Chas Smash pero no acabaron de entenderse y se disolvieron tras la publicación del álbum titulado The Madness.
Tras todo esto fundó junto a Thompson otro grupo conocido inicialmente como The Nutty Boys con la que lanzaron el álbum Crunch!, nombre con el que ahora es conocida la banda que se reúne para tocar en Londres cada dos años.
Foreman volvió a reunirse con sus compañeros para refundar una vez más Madness en 1992 pero en 1995 anunció que volvía abandonar la banda. Sin embargo, en noviembre del 2006 se anunció que Foreman volvía a tocar con Madness para el tour brítanico de las navidades de aquel año y desde entonces ha estado grabando nuevo material junto al resto de la banda.